# 桜木通
桜木通（さくらぎどおり）は、愛知県豊川市にある道路の通称。

## 概要
愛知県道31号東三河環状線の、豊川市内の一部区間が桜木通と呼ばれる。沿線には地域文化広場（桜ヶ丘公園）や桜ヶ丘ミュージアム（美術・博物館）があるほか、豊川稲荷にも近く、正月には混雑する。

## 区間
- 豊川市
  - 進雄神社入口交差点（起点） - 桜木通6丁目交差点（終点）
  - 総延長：約1.4km

## 沿線
- 豊川稲荷
- 豊川進雄神社
- ファミリーマート豊川桜木通店
- 稲荷公園
- 豊川桜木通郵便局
- 地域文化広場
  - 桜ヶ丘公園
  - 桜ヶ丘ミュージアム
  - 妙厳寺総合グラウンド
- 後藤病院
- 豊川市立桜木小学校
- 桜木公園
- 西豊川駅跡
- スギ薬局桜木店
- 佐奈川（荒古橋）
- ゲンキー桜木店
- ココカラファイン桜木店

## 沿線風景
豊川稲荷の北西にある進雄神社入口交差点を出発すると、しばらく民家や商店などが並ぶ。桜木通4丁目東交差点で末広通と交差し、さらに進んでいくと地域文化広場が左手に見えてくる。
日本車輌の専用線（信号機に従って通行）を渡ると、すぐに佐奈川が見える。春には桜が美しい。佐奈川に架かる荒古橋を渡ると、まもなく終点の桜木通6丁目の交差点に到着する。なお、ここを左折すれば穂ノ原工業団地、右折すれば愛知県道498号三蔵子一宮線経由で旧一宮地区に通じ、また僅か200mほど直進した次の本野町東浦交差点から先は愛知県道334号千万町豊川線に継承される。

## 交差・接続する道路
- 稲荷通（愛知県道31号東三河環状線・愛知県道495号宿谷川線：進雄神社入口交差点）
- 市道亀穴線（同：直進、東行き一方通行）
- 市道豊川西桜木通三丁目線（桜木通2丁目交差点(丁目が道路名と相違)）
- 市道桜木通三丁目開運通一丁目線（同）
- 末広通（市道中通線(その1)：桜木通4丁目東交差点(名称看板なし)）
- 市道稲荷通二丁目桜木通四丁目線（桜木通4丁目交差点）
- 市道桜木通四丁目開運通二丁目線（同）
- 市道本野ケ原一丁目美幸二丁目線（荒古橋南交差点：右折、北行き一方通行）
- 市道佐奈川線（同：左折）
- 愛知県道498号三蔵子一宮線（桜木通6丁目交差点：右折）
- 愛知県道31号東三河環状線（同：直進）
- 市道上宿樽井線（同：左折）

## バス路線
- 豊川市コミュニティバス
  - 千両三上線